# آلفا رومئو ناواجو
آلفارومئو ناواجو (Alfa Romeo Navajo) خودرویی است که در سال‌های ۱۹۷۶تولید شده‌است. طول آن در حالت طبیعی ۳٬۸۰۰ میلیمتر (۱۴۹٫۶ اینچ) و عرض آن در حالت طبیعی ۱٬۸۶۰ میلیمتر (۷۳٫۲ اینچ) و ارتفاع آن در حالت طبیعی ۱٬۰۵۰ میلیمتر (۴۱٫۳ اینچ) است.
موتور آن ۱۹۹۵ سی‌سی سیستم جعبه‌دندهٔ آن ۶ دنده به صورت دستی است.